# Xã Pohlitz, Quận Roseau, Minnesota
Xã Pohlitz (tiếng Anh: Pohlitz Township) là một xã thuộc quận Roseau, tiểu bang Minnesota, Hoa Kỳ. Năm 2010, dân số của xã này là 34 người.